# Dolicrossea
Dolicrossea is een geslacht van weekdieren uit de klasse van de Gastropoda (slakken).

## Soorten
- Dolicrossea awamoana Finlay, 1930 †
- Dolicrossea clifdenensis Finlay, 1930 †
- Dolicrossea labiata (Tenison-Woods, 1876)
- Dolicrossea vesca Finlay, 1926